# 8512-es mellékút (Magyarország)
A 8512-es számú mellékút egy rövid, kevesebb, mint 5 kilométer hosszú, négy számjegyű mellékút Győr-Moson-Sopron vármegye területén. Barbacs községet köti össze Csorna belvárosával és a 86-os főúttal.

## Nyomvonala
Csorna központjának északkeleti részén ágazik ki a 86-os főútból, annak a 151. kilométere közelében, kelet felé. Andrássy utca néven húzódik a belváros keleti széléig, amit mintegy 450 méter után hagy maga mögött, keresztezve a Hegyeshalom–Porpác-vasútvonal vágányait. Folytatása már a Barbacsi utca nevet viseli, a belterület széléig, amit körülbelül egy kilométer megtételét követően ér el, ott már északkeleti irányt követve. Kevéssel ezután elhalad a csornai szélerőmű tornya mellett, majd 1,7 kilométer után – felüljárón, csomópont nélkül – áthalad az M86-os autóút pályatestje fölött. 3,1 kilométer után az út már Barbacs területén folytatódik, a belterületet 4,3 kilométer után éri el, s ott a Csornai utca nevet veszi fel. Így ér véget, beletorkollva a 8511-es útba, kevéssel annak a 6. kilométere előtt.
Teljes hossza, az országos közutak térképes nyilvántartását szolgáló kira.gov.hu adatbázisa szerint 4,694 kilométer.

## Települések az út mentén
- Csorna
- Barbacs